# Vĩnh Hòa, Vĩnh Thạnh (Bình Định)
Vĩnh Hòa là một xã thuộc huyện Vĩnh Thạnh, tỉnh Bình Định, Việt Nam.
Xã Vĩnh Hòa có diện tích 29,33 km², dân số năm 2005 là 2.037 người, mật độ dân số đạt 69 người/km².

## Hành chính
Xã Vĩnh Hòa được chia thành 7 đvhc (2 thôn, 5 làng):
- 2 thôn: Tiên An, Tiên Hòa.
- 5 làng: M6, M7, M8, M9, M10.